# Natalja Alijewa
Natalja Fiedorowna Alijewa (ros. Наталья Фёдоровна Алиева; ur. 27 czerwca 1931 w Moskwie, zm. 10 lutego 2015 tamże) – rosyjska językoznawczyni i orientalistka, specjalistka w zakresie języków austronezyjskich. Zajmowała się językiem malajskim, indonezyjskim oraz typologią języków orientalnych.
Studiowała w Instytucie Orientalistyki Rosyjskiej Akademii Nauk, z którym związała swoją karierę akademicką. Jej dorobek obejmuje ponad 100 prac naukowych. Napisała monografie poświęcone językowi indonezyjskiemu: Grammatika indoniezijskogo jazyka, Indoniezijskij głagoł, Osnowy tieorieticzeskoj grammatiki indoniezijskogo jazyka.
Była wiceprezesem Towarzystwa „Nusantara”. Odznaczona wietnamskim Medalem Przyjaźni.

## Publikacje (wybór)
- Indoniezijskij jazyk (współautorstwo, 1960)
- Grammatika indoniezijskogo jazyka (współautorstwo, 1972)
- Indoniezijskij głagoł. Katiegorija pieriechodnosti (1975)
- Bahasa Indonesia: Deskripsi dan Teori (współautorstwo, 1991; ISBN 979-413-705-7)
- Tipołogiczeskije aspiekty indoniezijskoj grammatiki. Analitizm i sintietizm. Posiessiwnostʹ (1998, ISBN 5-86947-025-0)